# Czornyj Potik (obwód czerniowiecki)
Czornyj Potik (ukr. Чорний Потік) – wieś na Ukrainie, w obwodzie czerniowieckim, w rejonie czerniowieckim, u ujścia Czornego Potiku do Onutu. W 2001 roku liczyła 556 mieszkańców.